# Свідерський Володимир Ігнатович
Володи́мир Ігна́тович Свіде́рський (1 листопада 1888, Білий Камінь, Королівство Галичини і Володимирії, Австро-Угорщина — 4 листопада 1952, м. Роум, штат Нью-Йорк,, США) — лікар, дослідник, меценат, січовий стрілець.

## Життєпис

### Дитячі та юнацькі роки
Володимир Свідерський народився у багатодітній родині Ігнатія Свідерського — місцевого коваля. Навчався у Білокамінській школі, потім — у Золочівській гімназії. 1910 року був призначений ревізором білокамінського окружного осередку українського спортивно-руханкового та протипожежного товариства «Сокіл». У 1910–1914 роках студіював медицину у Відні, але навчання перервав вибух першої світової війни.

### Служба у війську
У 1914 році вступив до Легіону УСС. Спочатку був санітарним медиком, згодом отримав звання хорунжого.
29 травня 1915 року під Болеховом потрапив у російський полон. Полонених відправили до Ташкента. Звідси разом з другом Осипом Букшованим втік до Персії, тут обидва потрапили до в'язниці, де провели декілька тижнів. Врешті опинилися в Туреччині, де разом з курдами воювали на боці держав центрального блоку, за що був нагороджений турецьким імперським орденом Півмісяця та німецьким Залізним хрестом.
Через Балкани та Угорщину восени 1916 року повернувся до Галичини. Протягом 1917–1918 років довершив своє навчання у Відні, отримав диплом лікаря. Після повернення до Галичини знову вступив до лав УСС та пробув бригадним лікарем до закінчення війни.

### Лікарська практика
У 1920 році опинився у Відні, потім у Данцігу, де працював шпитальним лікарем. У 1923–1927 роках працював лікарем у Празі.

### Повернення до рідного краю
У 1927 році повернувся до рідних місць, оселився у Білому Камені та спочатку працює в шпиталі при католицькому монастирі Дочок Милосердя святого Вінсента де Поля. Згодом у монастиря  викупив урочище Ланок, де побудував собі будинок, в якому приймав хворих, лікував, готував ліки. Бідних лікував безоплатно та ще й давав їм ліки. Польська влада не давала спокійно працювати, оскільки не визнавала диплому, який був захищений не за їхньої влади та не в їхніх вчених. Але після того, як доктор вилікував дружину золочівського старости Плахти, останній дозволив Володимиру Ігнатовичу легально займатися лікарською справою.
В Білому Камені був дуже шанованою людиною, гуманістом та меценатом, матеріально підтримував читальню товариства «Просвіта», Союз українок, друковані видання товариств «Сільський господар», «Молодий господар».
За його ініціативою була побудована комора для зберігання збіжжя. В планах доктора було відкриття в Білому Камені філії чеської фірми «Ботто», яка займалася виправленням шкіри, але завадила війна.
Під час війни лікував вояків УПА, тому з наближенням лінії фронту до села в березні 1944 року виїжджає до м. Долина, що на Івано-Франківщині, але коли наступ Червоної армії призупинився, знов повертається до Білого Каменю. Але тут вже довго не працював: в липні, коли радянські війська вже були в Княжому, виїхав на станцію Скваржава, де встиг сісти в останній вагон потягу, що йшов до Німеччини.

### На чужині
До 1948 року мешкав у німецькому місті Ганновері, де працював в лікарні для біженців. У 1948 році емігрував до США, де працював шпитальним лікарем. Тут незабаром придбав собі невеличку ферму біля містечка Ром. Там була річка з водоспадами, сад, будинок, усе це мало нагадувати йому його рідний, улюблений йому «райський куточок» — Ланок у Білому Камені.
Володимир Свідерський дуже любив природу, або, як він сам казав, «ботаніку». Про своє надбання в Америці він повідомив свого друга Романа Купчинського, на що останній відповідав, що дуже радий за доктора, пишучи, що «природа — це така біблійна сілоамська купіль, з якої виходить людина — відсвіжена, здоровша, бадьоріша». І тут, на чужині, доктор Свідерський, як і інші його побратими Степан Ріпецький, Никифор Гірняк, Володимир Білозор, Роман Купчинський увійшли до Братства УСС.
Доктор Свідерський громадської праці не покинув до кінця життя. Вірний бойовий соратник Володимира Ігнатовича Р. Купчинський ділився з ним у листах своїми думками: «Всі наші збройні зусилля, всі наші пісні, статті, книжки з поезіями і повістями — це все було б помічниками (а майстра не було!). Майстра до душ, що зроблені з доброго матеріалу, але необтесані як слід, жахають часть примітивізмом…». Тут подано лише одну з причин поразки визвольних змагань, в яких обоє брали участь.
Ностальгія за рідним краєм, за минулим була страшною, можливо, це додалося до швидко прогресуючої ракової пухлини шлунку.
19 серпня 1952 року Роман Купчинський у своєму листі до В. Свідерського пише: «Ти не раз заглядав смерті в очі. Пам'ятаю, як ми робили відворот коло Долини і Ти відстрілювався коло моста, а поляки наступали. Пам'ятаю, як ми обидва здержували хлопців коло Скнилова. А Маківка, а патрулі в Карпатах, а ціла Україна з тифом і партизанами?… Друже, роби, що хочеш, а переломи хворобу і позволи нам стиснути Твою чесну і лицарську руку кріпко…».
12 жовтня 1952 року друзі писали Свідерському: «Ех, Володимире, брате наш! Як Тебе ще треба між нами! Ми Тебе просимо: не дайся!».
Помер 4 листопада 1952 року. Похорон відбувся 7 листопада, де відправив службу о. Богдан Смик, поховали його на цвинтарі Талберг у м. Ром, що поблизу Ютіки (штат Нью-Йорк). Могила з надписом: «Dr. Vl. Swidersky». За заповітом, прах Володимира Свідерського має бути перенесений на Батьківщину.

## Вшанування пам'яті
1993 року у Золочеві організовано комітет імені Володимира Свідерського на чолі з лікарем Володимирою Пилип'як. 25 серпня 1996 року новозбудованій Білокамінській лікарні присвоєно ім'я В. Свідерського, а на фасаді в урочистій обстановці відкрито меморіальну таблицю (скульптор Андрій Возницький) доктору. Відтоді у приміщенні лікарні відчинена для відвідувачів музейна кімната. Також діє благодійний Фонд імені В. Свідерського, котрий очолює внучата племінниця доктора Наталія Малиновська.